# تلمبه شیرزاد
تلمبه شیرزاد، روستایی در دهستان امیرآباد بخش صوغان شهرستان ارزوئیه در استان کرمان ایران است.

## جمعیت
بر پایه سرشماری عمومی نفوس و مسکن در سال ۱۳۹۵، جمعیت این روستا برابر با ۱۳۵ نفر (۳۶ خانوار) بوده‌است.